# Embelia djalonensis
Embelia djalonensis là một loài thực vật có hoa trong họ Anh thảo. Loài này được A.Chev. ex Hutch. & Dalziel mô tả khoa học đầu tiên năm 1931.